# Emilia Bertolé
Emilia Isabel Bertolé (El Trébol, Santa Fe, 21 de junio de 1896, - Rosario, 25 de julio de 1949), fue una artista plástica, retratista y poeta argentina. Artista destacada de la ciudad de Rosario.

## Biografía
La familia Bertolé vivió en distintas localidades hasta 1905, cuando se instalaron en la ciudad natal de Emilia. Tiempo después estudió en el Instituto de Bellas Artes Doménico Morelli, del profesor italiano Mateo Casella, siendo condiscípula de César Caggiano, Alfredo Guido y Augusto Schiavoni, entre otros.
A los 12 años participó en un Concurso Municipal, presidido por la artista Lola Mora. El concurso era sobre un dibujo natural y ella dibujó la cabeza de un compañero del curso. A principios de 1909, el periódico La Patria degli Italiani, publicaba que a solicitud del Instituto de Bellas Artes "Doménico Morelli", le otorgaba una beca, por su facilidad para el dibujo.
En el año 1912 participó en un "Petit salón", junto a Alfredo Guido, Erminio Blotta, César Caggiano, Manuel Musto, Gustavo Cochet, en un local de Casildo de Souza en Rosario (Argentina).
En 1915, envió tres obras al V Salón Nacional de Bellas Artes de Buenos Aires y uno de los envíos, un pastel llamado Ensueño fue seleccionado. Al año siguiente, 1916, viajó a Buenos Aires a pintar un retrato de la mujer de Gregorio Aráoz Alfaro, un prestigioso médico a quien su padre, Francisco Bertolé, había conocido en Rosario y entusiasmado con el talento de su hija menor le encargó un retrato de su esposa.
En los años 1917, 22, 23, 24 y 27 participó en forma activa en el "Salón de otoño" organizado por la Comisión Municipal de Bellas Artes, Rosario, Santa Fe.
En el año 1927 envió obras al IV Salón de mayo del Museo Provincial Rosa Galisteo de Rodríguez siendo la primera mujer en participar y ser premiada. La obra seleccionada fue un pastel llamado "Claridad".
En la década de 1920 se instaló en Buenos Aires. Fue la primera mujer de Rosario, en salir del ámbito familiar con su pintura, la consideraba su profesión.
Emilia frecuentó la bohemia porteña y formó parte del grupo Anaconda, liderado por Horacio Quiroga, haciéndose amiga de Alfonsina Storni, Victoria Ocampo y Alfredo Bufano, de quien pintó en 1921 un retrato. Al momento de realización de este retrato, Bufano era un escritor que gozaba de notoriedad gracias a la obtención del Premio Municipal en 1919.
Se dedicó especialmente a la pintura de retratos, ya que se destacaba como pintora de moda. Uno de los pedidos del entonces presidente Hipólito Yrigoyen, integra la colección del Museo Histórico Nacional (Argentina). Paralelamente a su trabajo pictórico, desarrolló su vocación por la escritura. En el año 1922, Regina Pacini de Alvear, adquirió una obra en el Salón Nacional.
En el año 1925 intervino como jurado en el "Salón de otoño", junto con Alfredo Guido y Emilio Ortiz Grognet, integrantes de la Comisión municipal de Bellas Artes, recibiendo el "Premio Estímulo" Antonio Berni.
En el año 1936 el Museo Nacional de Bellas Artes (Argentina) adquirió la obra "Retrato de mi padre" (óleo),, junto con otras dos:"La espera" y "Retrato del poeta Alfredo R. Bufano, durante la presidencia de la Nación Agustín P.Justo.
En 1927 publicó su único libro de poemas, "Espejo en sombra", que es un preciso reflejo de su personalidad artística, de su sensibilidad sobre todo visual, que encuentra en los colores el correlato simbólico de los estados de ánimo.

Mis manos, ciertas veces
dan la rara impresión de cosa muerta

Palidez más extraña no vi nunca
marfil antiguo
polvorienta cera
y en el dorso delgado y transparente
el turquesa apagado de las venas

 Dejó inédita su segunda colección de poemas "Estrella de humo".
En el año 1937 retomó su participación en el "Salón de Rosario", exponiendo dos obras.
Residió en Buenos Aires, trabajando en retratar a familias, en pastel y en óleo. Con la crisis de la revolución del año 1930 se vio obligada a colaborar en la revista El Hogar y con ilustraciones para el diario La Capital (Rosario), pintaba retratos por encargo, todas tareas que –se quejaba-, la apartaban de la manera como quería realmente encarar el arte en pos de lograr mantenerse.Federico García Lorca dijo de Bertolé:"...Es más que una mujer . Es el Arte".. También pintó a artistas famosos de esa época, que fueron tapa de revistas como "Radiolandia" y "Para ti", por ejemplo Libertad Lamarque, Hugo del Carril entre otros.
En el año 1938, la Municipalidad de Buenos Aires, le encargó un trabajo sobre Pedro de Mendoza, para ser enviado a La Habana.
En 1948 pintó otro "Retrato de mi padre" (post mortem), pastel, actualmente en el Museo Municipal de Bellas Artes Juan B. Castagnino.
La muerte de su padre y el declive definitivo de la demanda laboral en Buenos Aires hicieron que la artista volviera a instalarse en Rosario en 1944.
Post mortem su obra pictórica estuvo representada en distintas muestras: en 1955 "Exposición de 10 pintores rosarinos fallecidos en este siglo", en el Museo Provincial Rosa Galisteo de Rodríguez, en 1965 en la "Exposición de pintura rosarina" de la colección de Isidoro Slullitel en el Museo Municipal de Bellas Artes Juan B. Castagnino, en 1993 "Pintura Santafesina en el Congreso de la Nación Argentina, en 1996 "Mujeres artistas" en el Museo Municipal de Bellas Artes Juan B. Castagnino, en 1998 "La mujer en la plástica argentina" en el C.C. "Las Malvinas" Buenos Aires.

### Descripción de obra pictórica

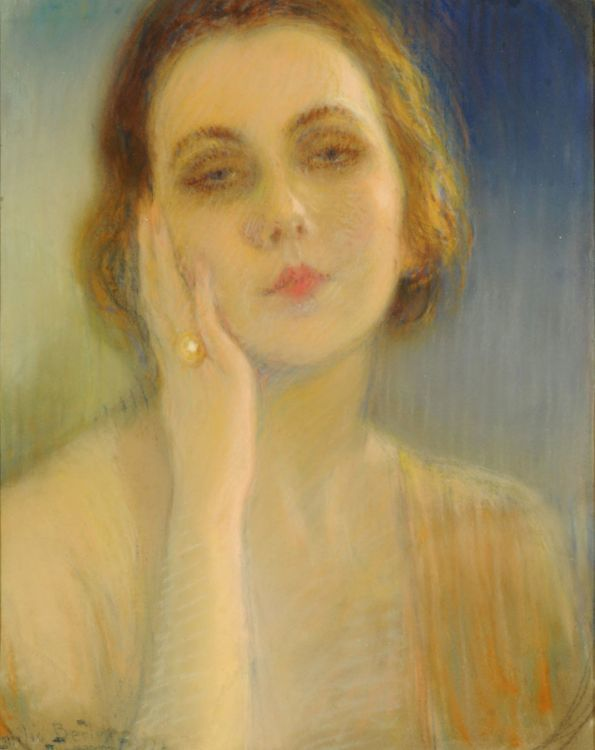
Autorretrato

Realizó desnudos y retratos, utilizando distintos soportes artísticos, de acuerdo a la técnica empleada. Su procedimiento preferido era el pastel.
Esta artista, en una sinopsis de la pintura argentina, está ubicada en el período del impresionismo al postimpresionismo.
En sus retratos ya sean al pastel o al óleo, hacía un pasaje entre la figura fondo, logrando una atmósfera muy interesante. Es una pintura de tintes desaturados en valores altos con una propensión a lo delicado. El "Retrato de mi padre", óleo, es una de las obras más logradas. No se propuso agradar, sino que se dejó conducir por la emoción. Adoptó para ello la técnica denominada puntillismo
Su amiga Adela García Salaberry, poetisa nacida y fallecida en Bernal, la definió como "La Pintora de almas", en su libro "Por Televisión Argentina", de 1960.

### Descripción de obra literaria
Dedicada al género poesía, utilizó una mirada pictórica, pero no decorativa o inocente. Sus poemas están habitados por imágenes vívidas.
En sus poemas impera un fino lirismo, con sensibilidad impresionista. A pesar de la vanguardia histórica existente (ultraísmo y martinfierrista), antimodernista y antirromántica, Emilia Bertolé escribió con una estructura tradicional de la belleza y la expresión.

### Premios
- 1908- Medalla de Oro -Academia Mateo Casella- Concurso Municipal presidido por Lola Mora[9]
- 1915- Premio Estímulo- V Salón de Bellas Artes Buenos Aires.[9]
- 1927- Premio- IV Salón de mayo del Museo Provincial Rosa Galisteo de Rodríguez[23]

## Homenajes
El 24 de julio de 1983, en un acto organizado por Diario La Capital (Rosario) y "La rueda literaria", con los auspicios de la Subsecretaría de Cultura de la Provincia de Santa Fe y de la Intendencia Municipal de Rosario con adhesiones del Centro de ex residentes de El Trébol, La Asociación de Mujeres de Negocios y Profesionales "Emilia Bertolé" entre otras, se descubrió una placa de bronce en la vivienda de la calle Córdoba 3969, homenajeando de esa manera la memoria de la artista.
En julio de 1989, la Secretaría de Cultura de la Universidad Nacional de Rosario, organizó un ciclo de homenajes con motivo de los 40 años de su fallecimiento. Los ciclos fueron: "La poesía de Emilia Bertolé" por Héctor Sebastianelli, "La pintura de Emilia Bertolé", con un panel organizado por la Sociedad Argentina de Artistas Plásticos de Rosario, y "Testimonios sobre Emilia Bertolé", con la participación de Cora Bertolé de Cané (escritora y sobrina).
En el año 2006, el Concejo Municipal de Rosario, la homenajeó nombrándola "Artista Destacada Post Mortem", y la Editorial Municipal de Rosario lanzó un libro sobre ella, que incluye "Espejo en sombra" y una selección del resto de su poesía, y una galería de retratos que integran el patrimonio de museos de El Trébol, Rosario, Santa Fe, Paraná y Buenos Aires, y de colecciones privadas.

## Eponimia
- Centro Municipal de Distrito Sudoeste Emilia Bertolé[26]